# Анахорет

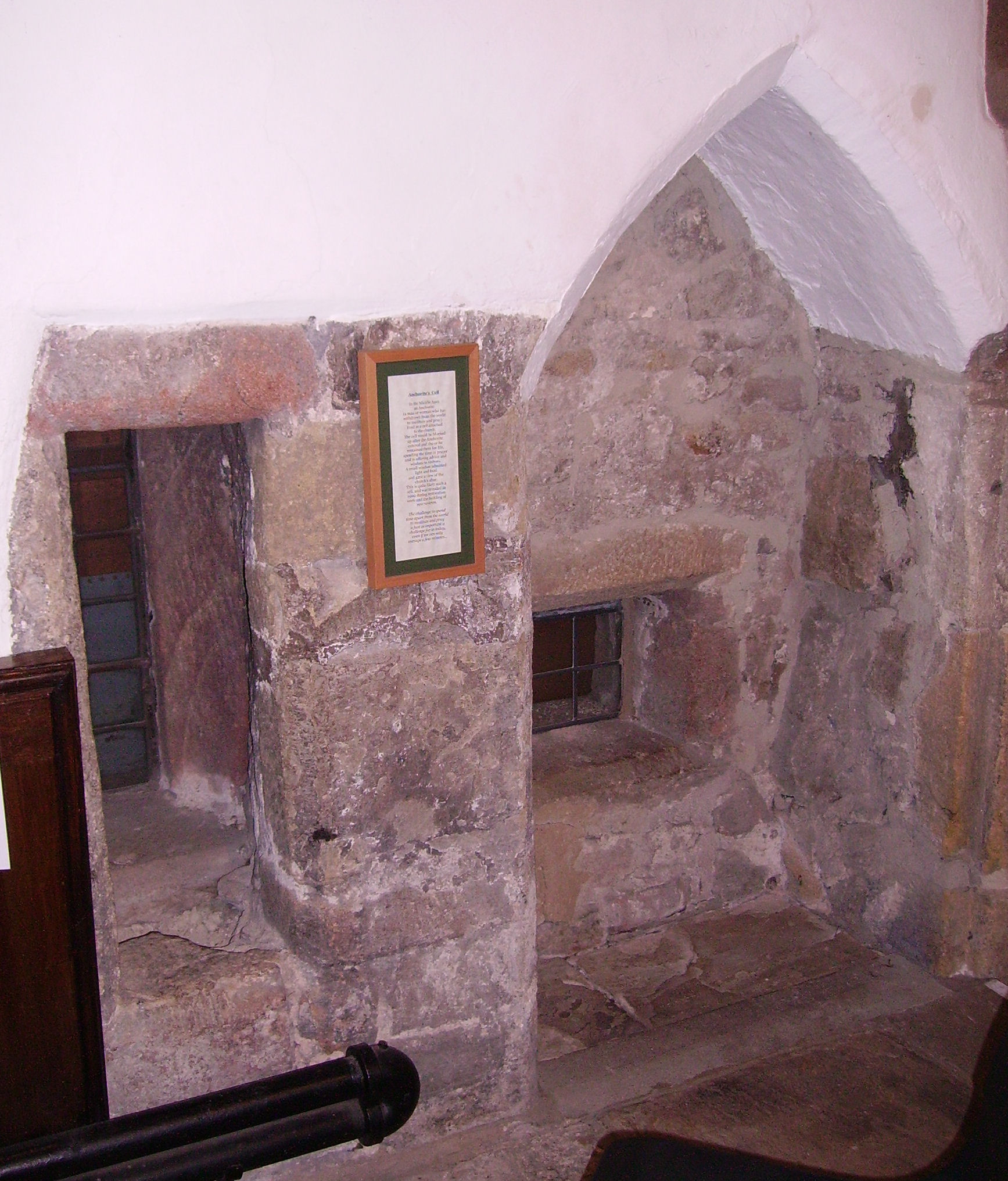
Келья анахорета в Скиптоне

Анахоре́т (от др.-греч. ἀναχωρητής «анахорет», «отшельник», от др.-греч. ἀναχωρέω «отступать», «отходить», «уходить», «удаляться») — удалившийся от мира, отшельник, пустынник. Так называется человек, который уединённо живёт в пустынной местности, по возможности чуждается всякого общения с другими людьми и ведёт аскетичный образ жизни.

## История
Уже в I—II веках христиане устранялись от языческих празднеств и удовольствий, а в конце III — начале IV веков появились отшельники в настоящем значении этого слова, которые вследствие жестоких преследований или же презрения ко всему земному стали искать уединения. В начале IV века около таких отшельников, или «отцов пустыни», стали собираться (первоначально в Египте) ученики и сотоварищи и вести под их руководством аскетический образ жизни. Когда Афанасий в 356 году удалился в Ливийскую пустыню, он нашёл её уже заселённой многочисленными пустынниками.
Идеальный образ такого отшельника начертали Иероним Стридонский в житии Павла Фивейского и Афанасий в житии святого Антония. Последний считается отцом настоящего монашества. Существует сказание, что его ученик Иларион ввёл этот уединённый образ жизни в Палестине, а Евстафий в Армении и Малой Азии. Вскоре учителя церкви стали поощрять такой образ жизни и привили его и на Западе. Но позднее, когда анахоретов стал осаждать народ, искавший их советов, утешения в несчастиях и благословения больных и детей, они были вынуждены отказаться от первоначального намерения совершенно устраниться от мира. Некоторые анахореты подвергали свою плоть мучениям, возлагали на себя цепи, железные кольца и т. п. вериги, уединялись почти в необитаемые местности, пещеры, отказывали себе в необходимом пропитании и одежде или же занимали самые неестественные места, оставались на них в течение многих лет (см. столпники — стилиты). Однако подобные подвиги анахоретства стали постепенно исчезать, так как церковь вскоре предпочла более мягкую форму отшельничества, именно — общежитие «киновитов», или монахов. Впрочем, подобные явления присутствуют практически во всех восточных религиях.

## Анахоретство в психиатрии
В психиатрии отшельничество считается психопатологическим симптомом. Встречается в рамках шизофренического аутизма, а также при шизоидном расстройстве личности и у депрессивных больных.